# Arpaderesi, Taşova
Arpaderesi là một xã thuộc huyện Taşova, tỉnh Amasya, Thổ Nhĩ Kỳ. Dân số thời điểm năm 2021 là 199 người.